# 이상열 (1977년)
이상열(李尚烈,
 1977년 4월 20일 ~ )은 KBO 리그 전 SK 와이번스의 투수이다.

## 프로 선수 생활

### 한화 이글스시절
북일고등학교를 졸업하고 1996년 고졸 우선 지명으로 한화에 입단했으며 주로 2군에서 활동했는데 1999년에 한국시리즈 우승을 맛보기도 했다.(동료 선수시절 송지만과 함께 첫 우승의 꿈을 이루었다.)

### 현대 유니콘스시절
그는 현대 유니콘스 시절부터 진가를 발휘하기 시작했다. 2001년 시즌 중 팀을 옮겼고 2005년부터 2년 간 공익근무요원으로 복무 2006년 시즌 종료 후 2007년에 소속 팀 현대 유니콘스로 복귀하여 2007년 시즌 중반에 1군에 활약했으나, 공백 기간의 영향과 건초염 등으로 1군 7경기에만 출전하여 평균자책 13.50과 2홀드만 기록하고 승패를 기록하지 못한 채 별다른 활약 없이 곧 2군으로 내려갔다.

### 히어로즈시절
현대 유니콘스 해체 후 선수단을 승계하여 창단한 우리 히어로즈로 갔으나, 2008년에는 4경기에만 등판하고 평균자책 11.25에 1패만 기록했다. 2009년 26경기에 등판했으나, 평균자책 7.36에 1패 5홀드만 기록하고 이 해를 끝으로 히어로즈에서 방출당했다.

### LG 트윈스시절
현대 유니콘스 시절 함께하였고, LG의 감독으로 새로 부임하여 좌완 중간계투진 보강을 원했던 박종훈 감독의 부름을 받아 LG 트윈스로 이적했다. 이적 이후 다시 제자리를 찾기 시작했으며 류택현이 2군으로 내려가자 그는 실전 감각을 더 끌어올릴 수 있게 되었고, 2010년 4월 14일 잠실 삼성전에서 2004년 이후 구원승을 거두었다. 2010년 7월 11일 잠실 두산전에서 500경기 등판을 기록했고, 2011년 9월 16일 잠실 SK전에서 600경기 등판을 기록했다. 2010년 2승 2패 16홀드 평균자책 3.32로 부활하여 LG 트윈스 마운드를 묵묵히 지켜 내었다. 2011년 4월 26일 오상민마저 LG 트윈스에서 방출되어 그는 LG 트윈스 불펜에서 중요한 좌완 투수가 되었다. 2012년 8월 17일 대전 한화전에서 친정 팀을 상대로 통산 100홀드를 달성했다.2015년 7월 26일 LG 트윈스가 웨이버 공시를 신청하여 방출되었다.

### SK 와이번스시절
LG 트윈스에서 방출된 이후 2015년 7월 31일 SK 와이번스에서 영입을 하였다. SK 구단은 이상열이 좌완 원포인트 역할을 소화할 수 있다고 판단해 영입을 하게 되었다고 한다.
그러나 그해에 끝으로 방출되었다.

## 출신 학교
- 천안남산초등학교
- 천안북중학교
- 북일고등학교